# Abysmal Dawn
Abysmal Dawn ist eine US-amerikanische Technical-Death-Metal-Band aus Los Angeles, Kalifornien, die im Jahr 2003 gegründet wurde.

## Geschichte
Die Band wurde gegen Ende des Jahres 2003 von Gitarrist und Sänger Charles Elliott, Gitarrist Jamie Boulanger sowie Schlagzeuger Terry Barajas gegründet. Ihr erstes Demo im Winter 2004 steigerte ihren Bekanntheitsgrad und führte zu Konzerten mit Gruppen wie Exodus, 3 Inches of Blood, Hate Eternal, Into Eternity und Aborted. Im November 2005 begannen die Arbeiten zum Debütalbum From Ashes, das von John Haddad produziert wurde. Nach der Veröffentlichung des Albums im Jahr 2006 über Crash Music folgte die erste US-Tournee mit Six Feet Under und Decapitated, die fünf Wochen dauerte. Zudem spielte die Band Konzerte zusammen mit Suffocation, Emperor, Immortal, Goatwhore, Decrepit Birth, Krisiun, Incantation, Exhumed, Disgorge, Impaled und Crisis. Im Jahr 2007 kam Bassist Mike Cosio zur Band. Nachdem die Band auf einigen Festivals gespielt hatte, begannen die dreimonatigen Aufnahmen zum zweiten Album im November in Haddads neuem Studio. Relapse Records nahm die Band im Februar 2008 unter Vertrag und veröffentlichte das Album Programmed to Consume im Mai 2008. Nachdem Ian Jekelis als neuer Gitarrist zur Band gekommen war, verließ Jamie Boulanger die Band. Im Jahr 2011 folgte über Relapse Records das nächste Album Leveling the Plane of Existence.

## Stil
Die Band spielt technisch anspruchsvollen Death Metal, vergleichbar mit den frühen Werken von Morbid Angel. Die Gitarrenriffs erinnern manchmal an die von Melodic-Death-Metal-Bands wie At the Gates, Dark Tranquillity und In Flames.

## Diskografie
- 2004: Demo (Demo, Eigenveröffentlichung)
- 2006: From Ashes (Album, Crash Music)
- 2008: Programmed to Consume (Album, Relapse Records)
- 2011: Leveling the Plane of Existence (Album, Relapse Records)
- 2014: Obsolecence (Album, Relapse Records)
- 2020: Phylogenesis (Album, Season of Mist)
- 2022: Nightmare Frontier (Album, Season of Mist)